# زنبورخوار سبیل‌آبی
زنبورخوار سبیل‌آبی (به لاتین: Merops mentalis) گونه‌ای از پرندگان تیرهٔ زنبورخواران و بومی جنگل‌های گینه علیا، فلات مرتفع غربی و بیوکو است.
در زیستگاه‌های نیمه‌کوهستانی و بلندبوم‌ها در کامرون، ساحل عاج، گینه استوایی، غنا، گینه، لیبریا، نیجریه و سیرالئون یافت می‌شود.